# Margaret Roberts (herborista)
Margaret Joan Roberts (1937 – 4 de marzo de 2017) fue una herborista surafricana, escritora de más 40 libros sobre los tópicos de las hierbas. 

## Biografía
Margaret Roberts trajo las hierbas a Sudáfrica hace más de 60 años y dio conferencias sobre los beneficios de las hierbas y la vida saludable. Su lema era "Educar e inspirar". El Centro Herbal Margaret Roberts en De Wildt fue desarrollado por Margaret y lleva su nombre. Ahora continúa con su hija Sandy Roberts, quien trabajó con Margaret durante 32 años. 
Margaret dio su nombre a gamas de productos que incluyen gamas de alimentos, artículos de tocador, regalos, utensilios de cocina, artículos de papelería, textiles, semillas y libros, aunque sobre todo es conocida por sus lavandas Margaret Roberts, que cultivó durante 15 años. El Margaret Roberts Herbal Center es uno de los diez mejores jardines de Sudáfrica. 
Era fisioterapeuta calificada y recibió un premio Laureate de la Universidad de Pretoria por ser una de las primeras agricultoras orgánicas de Sudáfrica.

## Obras
Margaret Roberts escribió más de 40 libros sobre los tipos y propiedades de las hierbas. Entre ellos se incluyen:
- A-Z of Herbs
- The Essential Margaret Roberts: My 100 Favourite Herbs
- Edible and Medicinal Flowers
- Alles oor Kruie (Afrikaans)
- Companion Planting
- Plantmaats (Afrikaans)
- Pregnancy and Child Care for Healthy Living
- Healing Foods
- The Forest Fairies and the Great Battle
- Herbal Teas for Healthy Living
- Pot-Pourri making
- Herbal Beauty for Healthy Living
- The Lavender Book
- 100 Edible & Healing Flowers: Cultivating, Cooking, Restoring Health
- My 100 Favourite Herbs
- 100 New Herbs including weeds
- Tissue Salts for Children: Babies, Tots, Teens
- Tissue Salts for Healthy Living
- Anti-aging Tissue salts
- Indigenous Healing plants including foraging plants